# ノーキーとおともだち
『ノーキーとおともだち』（Nouky & Friends）は、ベルギーの「Noukie's」により2006年から製作されたテレビアニメ。
コンピュータグラフィックで制作された本作は、熊のノーキー、子牛のローラ、ロバのパコの日々の小さな冒険を通して、身近な生活の疑問を学ぶという内容になっており、ブリュッセル大学の児童心理学チームが監修している。撮影はルクセンブルク市のスタジオで行われている。
日本ではカートゥーンネットワークで放送されている。

## 登場人物
ノーキー
声：間宮くるみ
本作の中心人物である熊の男の子。心優しく想像力が豊か。
ローラ
声：折笠富美子
仔牛の少女。大人びたところがあるが、怖がりな一面もある。
パコ
声：木村亜希子
ノーキーらの友人であるロバで、二人より年上。調子に乗る傾向にある。

## エピソード
- 第 1話　ノーキーとおやつのりんご
- 第 2話　ローラとかがみのひみつ
- 第 3話　ノーキーとパコのコンサート
- 第 4話　ノーキーのゆめ
- 第 5話　ノーキーとパズル
- 第 6話　クッキーでおなかがいっぱい
- 第 7話　ローラとかげのつくりかた
- 第 8話　てんとうむしのおふろ
- 第 9話　ノーキーとミツバチのひみつ
- 第10話　きれいなおそらのいろ
- 第11話　ローラとくものふしぎ
- 第12話　あめの日もたのしい!
- 第13話　ミミズのスージーのしごと
- 第14話　ノーキーといろのふしぎ
- 第15話　チョウチョのひみつ
- 第16話　ローラのおひるね
- 第17話　ノーキー、わらっちゃだめ!
- 第18話　パコとそうがんきょう
- 第19話　かみひこうきとあらしの日
- 第20話　ローラとかささぎ
- 第21話　カタツムリのごはん
- 第22話　たいようとかいぞく
- 第23話　おつきさまのおはなし
- 第24話　くらやみのかいぶつ
- 第25話　おともだち　かぞえよう!
- 第26話（最終話）　ノーキーのおたんじょう日